# 筋音図
筋音図(MMG)（きんおんず、英: Mechanomyogram）は筋肉の活動によって生じる微細な振動を記録した信号。

## 概要
収縮筋上の体表面上に現れる筋線維の収縮に伴って発生する側方向への圧力波に起因して筋の機械的な活動を反映する微細な振動を記録した信号。微細な振動をトランスデューサによって捕捉する。

## 特徴
- 機能的情報が得られる
- 無侵襲計測

## 用途
- 診断
- 研究
- マニピュレータの制御[4]